# Glaucolepis andalusica
Glaucolepis andalusica is een vlinder van de familie van de dwergmineermotten (Nepticulidae). De wetenschappelijke naam is voor het eerst gepubliceerd in 2007 door de broers Zdeněk Laštůvka en Aleš Laštůvka.
De soort komt voor in Spanje.